# FOGBANK

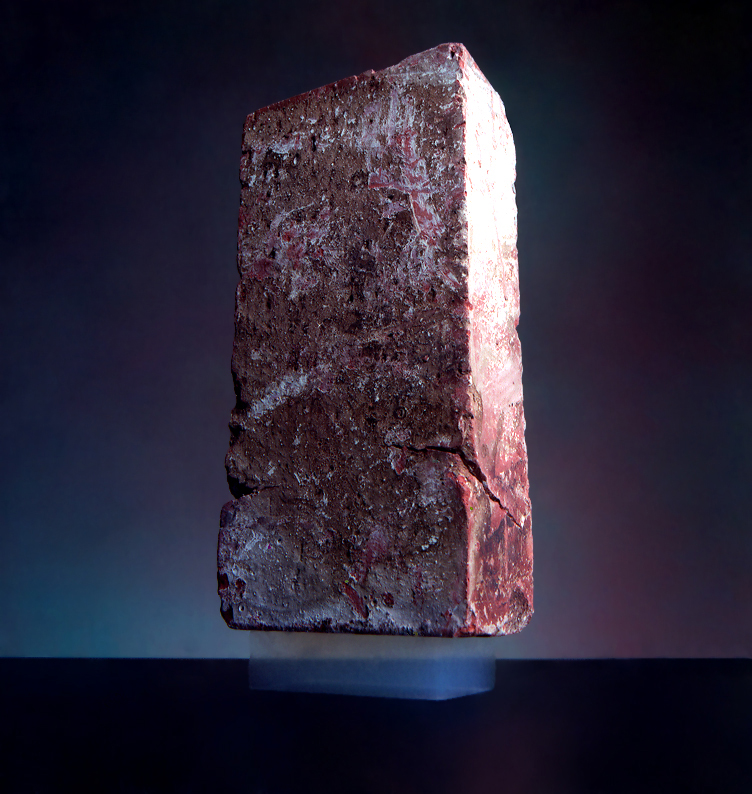
Un ladrillo de 2.5 kg apoyado sobre un fragmento de aerogel de apenas 2 gramos de peso

FOGBANK es el nombre en clave dado a un material utilizado en armas nucleares como las ojivas nucleares W76, W78 y W80.
La naturaleza del FOGBANK es clasificada; según las palabras del ex director general de Oak Ridge, Dennis Ruddy, "El material está clasificado. Su composición está clasificada. Su uso en armas está clasificado, y el proceso mismo está clasificado." Los documentos sobre seguridad nuclear explosiva del Departamento de Energía sencillamente lo describen como un material "utilizado en armas nucleares y en explosivos nucleares" junto con hidruro de litio (LiH) y deuterio de litio (LiD), berilio (Be), hidruro de uranio (UH3), e hidruro de plutonio.
Sin embargo, Tom D'Agostino, Director de la Administración Nacional de Seguridad Nuclear (NNSA por sus siglas en inglés), reveló la función de FOGBANK en el arma: " Hay otro material en él— se le llama material intermedio, también también conocido como fog bank"; los expertos en armas creen que el FOGBANK es un material compuesto por aerogel el cual actúa como un material intermedio en una ojiva nuclear; esto es, un material diseñado para devenir en plasma sobrecalentado al que le sigue la detonación en la etapa de fisión del arma, el plasma entonces desencadena la etapa de fusión-detonación.

## Historia
Fuentes oficiales desclasificadas indican que el FOGBANK fue originalmente fabricado en la instalación 9404-11 del Complejo Y-12 de Seguridad Nacional en Oak Ridge, Tennessee, desde 1975 hasta 1989, cuándo el lote final de ojivas W76 fue completado. Después, dicha instalación detuvo su actividad y fue finalmente programada para su desmantelamiento en 1993. Solo quedó una pequeña planta piloto, que se usó para producir pequeñas cantidades de FOGBANK para la realización de pruebas.
En el año 1996, el gobierno de Estados Unidos decidió reemplazar, restaurar o desmantelar un gran número de sus armas nucleares. Para ello, el Departamento de Energía llevó a cabo un programa de restauración cuyo objetivo era extender las vidas de servicio del armamento nuclear más antiguo. Posteriormente, en el 2000, la NNSA determinó un programa de extensión de vida para las ojivas W76 que les permitiría permanecer en servicio hasta al menos el año 2040.
Pronto se comprendió que el material FOGBANK era una fuente potencial de problemas para el programa, ya que se han conservado pocos registros de su proceso de fabricación desde que fue originalmente fabricado en la década de 1980, y casi todo el personal con experiencia en su producción se retiró o dejó la agencia. La NNSA exploró brevemente la provisión de un sustituto del FOGBANK, pero finalmente se decidió que dado que el FOGBANK ya había sido producido con anterioridad, serían capaces de volver a producirlo. Además, "Las simulaciones informáticas de Los Alamos en aquel tiempo no eran lo suficiente sofisticadas para determinar de manera concluyente que un material alternativo funcionaría con la misma eficacia que el Fogbank," según una publicación de Los Álamos.
Su fabricación implica el uso del moderadamente tóxico, altamente volátil acetonitrilo, el cual presenta un riesgo para los trabajadores (ocasionando tres evacuaciones solo en marzo de 2006).
Con la instalación 9404-11 fuera de servicio por largo tiempo, se precisó de una nueva instalación para su producción. Surgieron retrasos durante su construcción y, además, los ingenieros fracasaron constantemente en sus esfuerzos por producir FOGBANK. Al extenderse los tiempos, sin tener éxito en su producción, el programa se demoró de manera sensible, y la NNSA finalmente decidió invertir $23 millones para intentar  encontrar un material alternativo a FOGBANK.
En marzo de 2007, los ingenieros finalmente diseñaron un proceso para fabricar el FOGBANK. Desafortunadamente, el material presentó problemas en las pruebas y, en septiembre de 2007, el estado del proyecto FOGBANK fue actualizado por la NNSA a "Code Blue" (Código azul), convirtiéndolo en una prioridad principal. En 2008, tras gastar más de 69 millones de dólares, la NNSA finalmente consiguió fabricar FOGBANK, y 7 meses después, la primera ojiva reacondicionada fue entregada a la Marina de los EE. UU., casi una década después del comienzo del programa de reacondicionamiento. Sin embargo, en mayo de 2009 un portavoz de la Marina de los EE. UU. dijo que, hasta la fecha, no habían recibido ningún arma reacondicionada. El Departamento de Energía declaró que el plan actual era comenzar el envío de armas renovadas en otoño de 2009, con dos años de retraso.
La experiencia de ingeniería inversa del FOGBANK produjo algunas mejoras en el conocimiento científico del proceso. Los nuevos científicos de producción se percataron de la existencia de ciertos problemas de producción que se asemejaban a aquellos observados por el equipo original. Estos problemas se referían a una impureza particular en el producto final requerido a cumplir los estándares de calidad. Una investigación de la causa principal mostró que los materiales de entrada estuvieron sujetos a procesos de limpieza que no existían en la ejecución de la producción original. Esta limpieza eliminó una sustancia que generaba la impureza requerida. Una vez entendida la función implícita de esta sustancia, los científicos de producción pudieron controlar calidad de salida del producto mejor que durante la ejecución original.